# Kan Air
Kan Air (thailändisch กานต์แอร์, offiziell Kannithi Aviation Co., Ltd.) war eine thailändische Regionalfluggesellschaft mit Sitz in Bangkok und Basis auf dem Flughafen Chiang Mai.

## Geschichte
Kan Air wurde 2010 mit einem Stammkapital von 200 Millionen ฿ (ca. 4,8 Millionen €) und Sitz in Bangkok gegründet. Der erste Flug erfolgte am 17. Februar 2011 mit einer Cessna 208B Grand Caravan von Chiang Mai nach Nan. Präsident war Somphong Sooksanguan, CEO seine Frau Saychon Sibmong.
Die Gesellschaft stellte am 21. April 2017 den Betrieb ein.

## Flugziele
Kan Air bot von Chiang Mai Ziele innerhalb Thailands an. Darüber hinaus werden Charterflüge angeboten.

## Flotte

### Flotte bei Betriebseinstellung

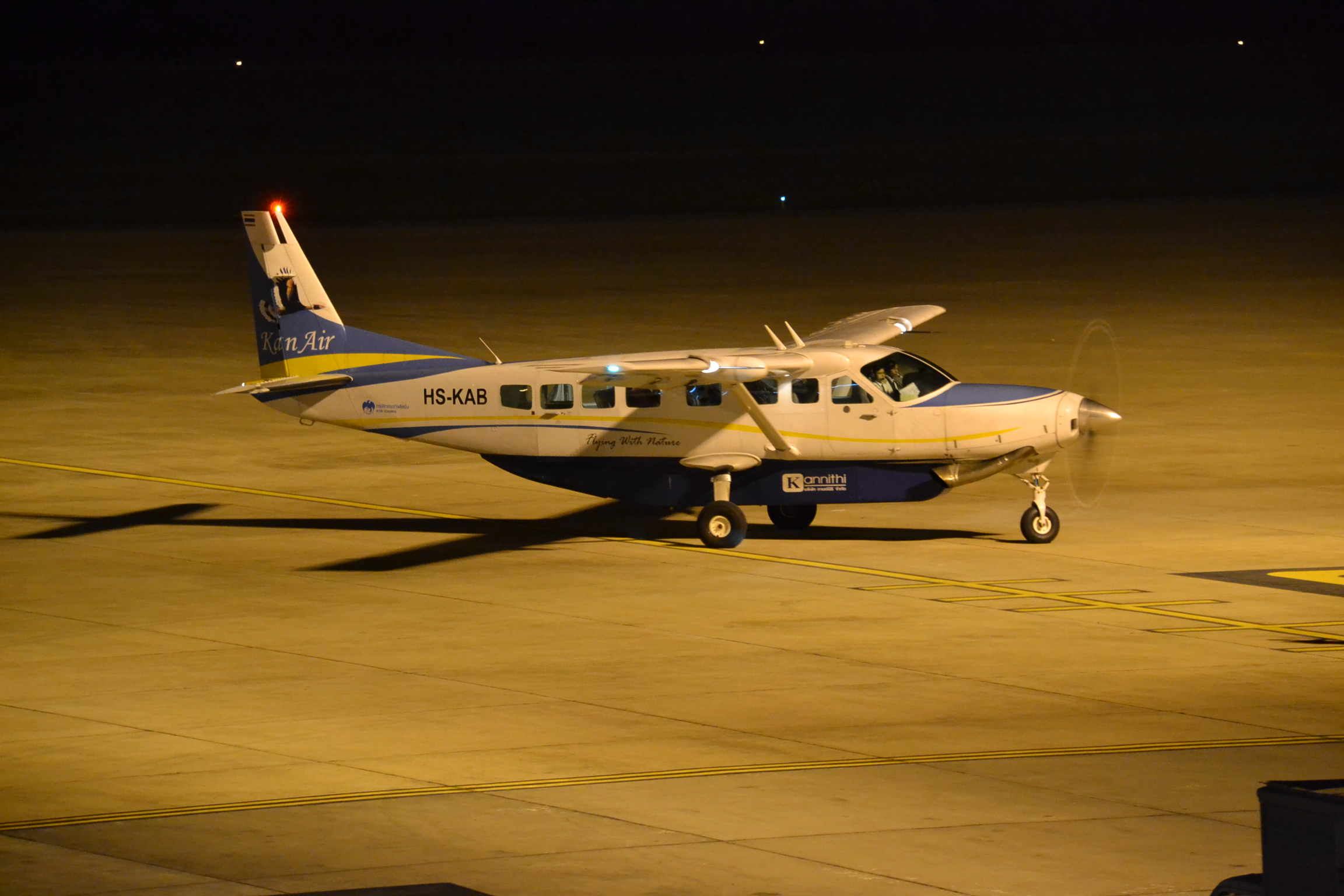
Cessna 208B der Kan Air

Mit Stand Juli 2018 besaß Kan Air keine eigenen Flugzeuge mehr.

### Zuvor eingesetzte Flugzeuge
In der Vergangenheit wurden Flugzeuge der folgenden Typen eingesetzt:
- ATR 72-500
- Cessna 208B
- Hawker Beechcraft 390 Premier